# Siamogale melilutra
Siamogale melilutra è una specie estinta di lontra gigante appartenente al genere Siamogale, vissuta nel tardo Miocene, circa 11-5,333 milioni di anni fa (Tortoniano-Messiniano), nella provincia di Yunnan, Cina.

## Descrizione
Il cranio della S. melilutra rivela una bizzarra combinazione di caratteristiche craniche e dentali simili a quelle delle lontre, mentre i denti sono simili a quelli dei tassi, da cui deriva il suo nome scientifico melilutra, da meles meles, tasso e da lutra, lontra, cioè lontra-tasso. Questa specie appartiene ai Lutrinae, per la presenza di un grande canale infraorbitale e di un'espansione ventrale del processo mastoideo, tra le sue caratteristiche. La Siamogale melilutra aveva all'incirca le dimensioni di un lupo e pesava fino a 50 kg (oltre 100 libbre), ossia due o tre volte più grande di qualsiasi specie moderna di lontra, rendendola la più grande lontra conosciuta. I resti del cranio sono stati rinvenuti in Cina, e sono stati ricreati con un programma speciale chiamato TAC che è in grado di ricostruire lo scheletro senza subire danni.

## Paleobiologia
Come le lontre moderne, è probabile che anche la S. melilutra fosse una creatura semiacquatica. Lo Yunnan dell'epoca era, infatti, un ambiente paludoso e ricco di stagni e acquitrini, oltre che caratterizzato da un clima caldo-umido. L'animale riuscì dunque ad adattarsi a un ambiente sia acquatico sia terrestre.